# Давньонубійська мова
Древньонубійська мова — вимерла мова нубійської підгрупи тама-нубійської групи східносуданської сім'ї ніло-сахарської макросім'ї. Була поширена у середньовічній Нубії (територія сучасних Судану та Ефіопії). Засвідчена написами 8 — 15 століть, зробленими особливим різновидом коптського алфавіту. Сучасний нащадок — мова нобіїн у Судані (зникає, усі носії активно володіють арабською).

## Граматика
Належить до аглютинуючих мов.